# 中村芝のぶ
中村 芝のぶ（なかむら しのぶ、1967年11月8日- ）は歌舞伎役者。女方。屋号は成駒屋。紋は裏梅。

## 概略
兵庫県出身。1988年、国立劇場第9期歌舞伎俳優研修を修了。同年4月、歌舞伎座にて初舞台。同年9月、七代目中村芝翫に入門し、中村芝のぶを名乗る。2000年（平成12年）4月、名題昇進。2012年に重要無形文化財（総合認定）に認定され、伝統歌舞伎保存会会員となった。
端正な容姿に声と女形の資質に恵まれ、同僚と居並ぶことの多い腰元役でも特に目を引く美しさを発揮する。師匠の七代目芝翫亡き後は芝翫の長男・九代目福助や芝翫の嫡孫・六代目児太郎の脇を固めることが多いが、公演によっては『俊寛』の千鳥役などへ抜擢もされており、その実力も評価されている。古典歌舞伎への出演のほか、師匠の芝翫の娘婿・十八代目中村勘三郎の企画であるコクーン歌舞伎や平成中村座公演および野田版歌舞伎にも複数回の出演経験がある。また、シネマ歌舞伎化された舞台（『野田版　研辰の討たれ』『人情噺文七元結』『大江戸りびんぐでっど』他）にも出演している。
2020年、2019新型コロナウイルス流行で歌舞伎の公演中止が相次ぎ、人々の楽しみが少ないときであることから、中村橋吾と共に"声紬プロジェックト"を始めた。小説家郁に特別の許可を得て、短編作品「漆喰くい」を朗読劇化するにあたって自ら脚本・演出・挿絵も手がけている。朗読劇はVimeoより11月15日に第一章が配信され、海外からもレンタル・購入による視聴が可能になっている。
2023年上演の優れた演劇を顕彰する第31回読売演劇大賞・「優秀男優賞」に選考委員の投票により、主に『極付印度伝 マハーバーラタ戦記』の鶴妖朶王女という大役で「魅惑的な悪女が主役を食ってしまった」などの絶賛を受け、また『新作歌舞伎ファイナルファンタジーX』でのユウナレスカ役などの演技も評価されて選出された。2月2日の読売新聞朝刊にて「選考委員特別賞」の受賞も発表。

## 主な出演作
- 人情噺文七元結　-　お久
- 女形の歯　‐　看護婦お光
- 一本刀土俵入　‐　子守娘おてる
- 真景累ケ淵　‐　羽生屋娘お久
- 紅葉狩　‐　侍女野菊
- 盟三五大切(シアターコクーン)　芸者菊野
- おちくぼ物語　-　阿漕
- 末摘花　-　狭霧
- 東海道四谷怪談　-　お梅
- 杜若艶色紫　‐　玉本小三
- 野田版　研辰の討たれ　-　芸者金魚
- 瞼の母　‐　半次郎妹おぬい
- 熊谷陣屋　-　藤の方
- 義経千本桜　-　小せん、お里、若葉の内侍
- 平家女護島・俊寛　-　海女千鳥、丹波少将成経
- 法界坊　‐　野分姫
- 一条大蔵物語　‐　鬼次郎女房お京　勘解由女房成瀬
- 夏祭浪花鑑　-　傾城琴浦、玉島磯之丞
- 宮島のだんまり　‐　息女照姫
- ひらかな盛衰記～源太勘当　‐　腰元千鳥
- 新版歌祭文（野崎村）　-　お染
- 桜姫(シアターコクーン)　‐　吉田松若
- 染模様恩愛御書　-　いよ　きく
- 新版舌切雀　‐　鶴姫
- 沓手鳥孤城落月　‐　梶の葉の局
- 磯異人館　‐　松岡十太夫娘加代
- 東雲鳥恋真似琴　-　人形(浮舟)　花魁三千歳
- 大江戸りびんぐでっど　‐　大工の辰女房お静
- 白波五人男　‐　赤星十三郎　浜松屋倅宗之介
- 隅田川花御所染　-　大友常陸之助頼国　新造采女
- 頼朝の死　‐　腰元音羽
- 天衣粉上野初花　‐　番新　千代春　千代鶴
- 竜馬がゆく　‐　近江屋下女とめ
- 楊貴妃　‐　三の姉のちの秦国夫人
- 花魁草　‐　 米之助女房お松
- 恐怖時代（谷崎潤一郎）　-　お由良
- 土屋主悦　‐　侍女お園
- 新皿屋敷舗月雨暈　‐　磯部召使おなぎ
- 芋堀長者　‐　松ヶ枝家腰元松葉
- 刺青奇遇　‐　女房おたけ
- 野田版桜の森の満開の下　‐　エナコ　ヘンナコ
- 新作歌舞伎　風の谷のナウシカ　‐　ナウシカの母　庭の主[12]
- 鳴神不動北山櫻　‐　腰元小磯
- お江戸土産　‐　市川紋吉
- 新作歌舞伎 ファイナルファンタジーX  -  ユウナレスカ[13]

## 受賞歴
- 1993年（平成5年）　 眞山青果賞敢闘賞
- 1995年（平成7年）　 関西・歌舞伎を愛する会奨励賞
- 2001年（平成13年）　日本俳優協会賞奨励賞
- 2007年（平成19年）　国立劇場奨励賞
- 2009年（平成21年）　日本俳優協会賞
- 2012年（平成24年）　国立劇場奨励賞
- 2024年（令和6年）　第31回読売演劇大賞優秀男優賞[8]および選考委員特別賞[11]

## 外部出演
2003年6月、世田谷パブリックシアターで上演された『Hamlet』（演出：ジョナサン・ケント、主演：野村萬斎）にオフィーリア役で出演。東京公演のほか、同年7月の新潟公演、8月のロンドン公演(2003年8月28日-9月6日)にも出演し、高い評価を得た。